# Бізускьо
Бізускьо (італ. Bisuschio) — муніципалітет в Італії, у регіоні Ломбардія, провінція Варезе.
Бізускьо розташоване на відстані близько 530 км на північний захід від Рима, 55 км на північний захід від Мілана, 7 км на північний схід від Варезе.
Населення — 4337 осіб (2014).
Щорічний фестиваль відбувається 23 квітня. Покровитель — святий Юрій.

## Демографія
Населення за роками:

Станом на 1 січня 2023 року в муніципалітеті офіційно проживало 129 іноземців з 28 країн, серед них 19 громадян країн Євросоюзу та 13 громадян України.

## Сусідні муніципалітети
- Арчизате
- Безано
- Куассо-аль-Монте
- Віджу